# قلعه قاسم‌آباد (ورامین)
قلعه قاسم‌آباد یا چهار باغ روستایی در دهستان بهنام عرب جنوبی بخش جوادآباد شهرستان ورامین استان تهران ایران است.

## جمعیت
بر پایه سرشماری عمومی نفوس و مسکن در سال ۱۳۹۵ جمعیت این روستا ۳۰ نفر (۸خانوار) بوده‌است.